# L'Homme du train (film, 1958)
Pour plus de détails, voir Fiche technique et Distribution.
Pour l’article homonyme, voir L'Homme du train (film, 2002).
L'Homme du train (Ο άνθρωπος του τραίνου (O anthropos tou trainou)) est un film grec réalisé par Dínos Dimópoulos et sorti en 1958.
L'Homme du train est considéré comme le premier film noir grec.

## Synopsis
Un couple de bons bourgeois se rend à Nauplie en car. À un passage à niveau, quand passe le train, la femme, Mado, croit reconnaître un homme dans le train. Elle manque de s'évanouir. Il pourrait s'agir de son premier amour, Giorgos Pavlidis, tué par les Allemands. Elle croit le revoir lors d'une représentation de Médée au théâtre antique d'Épidaure. Il lui semble même qu'il réside dans le même hôtel qu'eux. Mado s'apprête à tout abandonner pour le rejoindre. L'homme préfère s'éloigner dans le brouillard.

## Fiche technique
- Titre : L'Homme du train
- Titre original : Ο άνθρωπος του τραίνου (O anthropos tou trainou)
- Réalisation : Dínos Dimópoulos
- Scénario : Giannis Maris (el) d'après son roman éponyme
- Direction artistique : Marinella Aravanitou
- Décors :
- Costumes :
- Photographie : Aristidis Karydis Fuchs
- Son : Mikes Dalamas
- Montage :
- Musique :
- Production :  Olympios Film
- Pays d'origine :  Grèce
- Langue : grec
- Format :  Noir et blanc
- Genre : Film noir
- Durée : 85 minutes
- Dates de sortie : 1958

## Distribution
- Giorgos Pappas (el)
- Anna Synodinou (en)
- Michalis Nikolinakos (en)
- Giorgos Gavriilidis (en)
- Zorz Sarri (en)
- Dimos Starenios
- Vassilis Kanakis
- Maro Kodou (el)
- Stelios Papadakis